# 高橋ヒロ
高橋 ヒロ（たかはし ひろ、本名：高橋 浩・洗礼名 = アッシジのフランチェスコ 、1962年9月1日 - ）は、日本における初の男性テディベアアーティストである。テディベアを一般的クマのぬいぐるみの域を超えて芸術作品にまで高めた第一人者としてテディベア業界では世界的に知られる。アートディレクター、アートコンシェルジュ©でもある。妻は同じくテディベアアーティストの高橋ミチ。

## 略歴
- 1962年9月1日、東京都世田谷区生まれ。作新学院高等部、東海大学文学部広報メディア学科卒業。この間、自転車競技(ロードレース)強化選手として活躍[要出典]
- 1983年 - 電通に出資を享けイベント会社を起業し、高橋ミチが参画
- 1988年 - 高橋ミチと結婚。ハネムーン先のウィーンでテディベアに出逢う
- 1991年 - ソニー本社マーケティング本部に入社。同時期、テディベア創りをはじめる
- 1993年 - 本格的に欧米に進出。創作された作品がアメリカのテディベアアーティストコンペティションで3位を初受賞。同年には、アイアンブリッジ　(イングランド)　・トーイミュージアムに日本人として初めて創作依頼され永久展示
- 1996年 - 阪神淡路大震災のチャリティー活動を機に慈善活動、自然環境保護運動を開始
- 2000年 - 美術館開館に向けて、ソニーを退職
- 2001年 - 「横浜人形の家」にて2ヶ月半に渡る初個展を開催。作品集「The Fantasia高橋ミチ＆ヒロの世界」を発刊[4]
- 2003年 - 世界初の個人美術館「はこだて西波止場美術館テディベアアート高橋ミチ&ヒロの世界」を開館
- 2013年 - 横浜「カフェギャラリー・リンデン」個展
- 2014年 - 横浜港の見える丘公園「山手111番館」にて個展。第70回 横浜美術協会主催「ハマ展」入選
- 2015年 -  第9回横浜芸術祭出展

※英国、米国、香港のテディベアミュージアムに永久展示

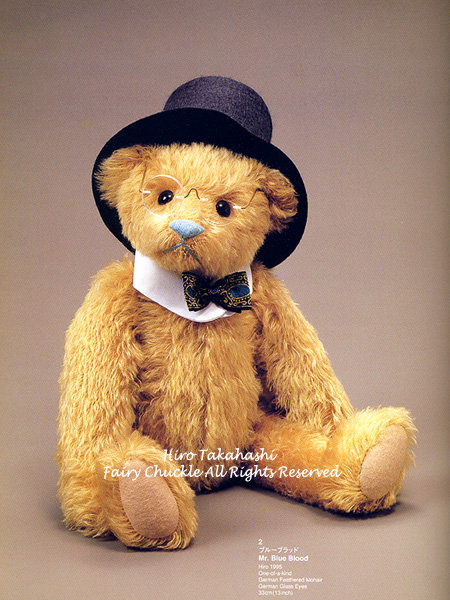
「Blue Blood(貴族)」

## 作品・活動
「後世に残る芸術としてのテディベア」をモットーに、ミシンを一切使わない全てを半返し縫いで仕上げ、装飾品にも手作りを心掛ける。年間20作品前後しか創作しない寡作アーティストで、殆どが「one-of-a-kind」と呼ばれている一点物。作品は、コンベンション、ミュージアム、専門誌でしか観る事ができない稀少価値の高い作品となっている。
1993年以降は、固く引き締まったボディーのアンティーク風トラディショナル・スタイル、斬新なオリジナルデザイン・スタイルの2種類をスタンダードサイズからミニチュアサイズで表現する。
その作品群は日本、アメリカで数多くの賞を受賞。日本人初の本格的男性テディベアアーティストとなったパイオニアとして知名度を持つ。
近年では、地球環境保護をメッセージにとりいれた作品創りにも力を入れ、リアルスティックなポーラベア（ホッキョクグマ）やグリズリーベアを続々と作出している。世界のテディベア文化との交流、日本のテディベア文化発展、作品を通した慈善活動にも寄与し、NPO日本テディベア協会発足にも参画する。

## 実績
- 1991年
  - 10月 - 結婚3周年を記念して妻である高橋ミチに内緒で制作した作品をプレゼントしたのを機に、創作を開始し、フェアリーチャックル（ Fairy Chuckle®）に参画
- 1993年
  - 2月 - Hugglets社（英国）主催 "WINTER BEAR FEST"訪問（日本人アーティスト初）。英国の"BEAR TALK CLUB"特別会員となる。アイアンブリッジ（イングランド）・テディベアミュージアムに日本人として初めて作品依頼展示を受ける[16]
  - 5月 - デディベア歴史研究家リンダ・マリンズ（米国）主催 "TEDDY BEAR ARTIST COMPETITION"で、作品"P+P Brothers"が3位受賞
  - 8月 - Hugglets社主催"Teddy's '93"に招待出展(日本人初)。以後毎年出展[17]
  - 11月 - 日本テディベア協会主催 "1st JAPAN TEDDY BEAR CONVENTION"に出展。以後毎年出展
  - 12月 - オランダ専門誌 "BEAR BERICHT"、オーストラリア専門誌 "BEAR FACTS"に掲載（いずれも日本人初）[17][18]
- 1994年
  - 2月 - "BEAR TALK CLUB"の名誉会員となる（日本人初）
  - 4月 - "2nd JAPAN TEDDY BEAR CONVENTION"のディスプレイコンテストで、ディスプレイ大賞を受賞
  - 7月 - マーガレット&ジェリー・グレイ（英国）著 "TEDDY BEAR The Collectors Guide to selecting Restoring and Enjoying New and Old Teddy Bears"に、マスコット "Fairy Chuckle®"が掲載 [19]
  - 10月 - 日本テディベアファンクラブ主催 "Japan Teddy Bear Festival in KOBE"に出展
  - 11月 - リンダ・マリンズ著 "Tribute to Teddy Bear Artists Series 1"にパイオニア・テディベアアーティストカップルとして掲載[13][20]
  - 12月 - 新宿伊勢丹美術館 "World Teddy Bear Collection1994"に作品展示
- 1995年
  - 1月 - リンダ・マリンズ（米国）主催 "Linda's TEDDY BEAR,DOLL and ANTIQUE TOY SHOW AND SALE in San Diego"に出展
  - 5月 - アメリカ専門誌 "Teddy Bear and Friends"の "TINY TEDS 1995"で、作品 "Fairy Clown"がノミネート[20]
  - 10月 - デディベア歴史研究家スー・ピアソン（英国）著 "BEARS"に日本人アーティストの代表として作品等が掲載[21][22]
  - 11月 - "WDW（ウォルト・ディズニー・ワールド・リゾート）TEDDY BEAR and DOLL SHOW 1995"に招待参加
  - 12月 - 新宿伊勢丹美術館 "World Teddy Bear Collection 1995"に作品展示
- 1996年
  - 1月 - "Berryman's International Teddy Bear Artists Auction"in Japanで作品 "Over the Rainbow" 虹の彼方に が70万円で落札。阪神・淡路大震災チャリティに全額寄付。同会場で、寬仁親王妃に作品評を受ける[15][23][24][5][25]
  - 4月 - リンダ・マリンズのプロデュースで、マスコット "Fairy Chuckle®"がフィギアとしてホビーハウスプレス（米国）より世界発売 [26][27]
- 1997年
  - 5月 - "TINY TEDS 1997"に作品 "Fairy Jester"がノミネート[28]
  - 6月 - 日本ヴォーグ社 "日本のテディベア作家100人"に掲載[6]
  - 7月 - イギリス専門誌 "Teddy Bear Club International"に日本人アーティストの代表として掲載[25]
  - 8月 - "Park House The TOY and COLLECTERS MUSEUM"（英国）に作品"Skyler"が永久展示
  - 10月 -毎日新聞にテディベア特集記事として掲載
- 1999年
  - 1月 - "Linda's TEDDY BEAR, DOLL and ANTIQUE TOY SHOW AND SALE in San Diego"に出展
  - 3月 - イギリス専門誌"Teddy Bear Scene"に特集記事掲載(日本人初)[7]
  - 5月 - "TINY TEDS 1999"に、作品"KariUdo"がノミネート[29]
  - 8月 - ジェリー・グレイ（英国）著 "MASTERPIECE in MINIATURE Artists Teddy Bears"に作品 "Jester Fairy Clive"が掲載[30]
- 2000年
  - 1月 - "Linda's TEDDY BEAR ,DOLL and ANTIQUE TOY SHOW AND SALE in San Diego"に出展
  - 5月 - NHK厚生文化事業団・難民を助ける会主催、対人地雷撤去活動支援チャリティ「愛のテディベア展」に、作品  "Mother and Coy-cubs in Hudson Bay"を制作し。全国巡回展をする[14]。"Teddy Bear Club International"に、作品"Mother & Coy-cubs in Hudson Bay"が記事掲載[31]
- 2001年
  - 1月 - "Teddy Bear and Friends"（テディベア界の最高峰専門誌）に特集記事掲載（日本人初）[8]
  - 3月 - "Teddy Bear Scene"に作品 "Fairy Jester Clive"が掲載[32]
  - 6月 - 横浜人形の家にて初個展(2001年6月30日 - 9月2日)、現役では初の会場提供[1]。新潮社FOCUSに特集記事掲載[9]
  - 7月 - リンダ・マリンズ著  "Teddy Bear Centennial Book"[3]、スー・ピアソン著 "Teddy Bears : A Complete Collector's Guide"[33]に作品等が掲載。NHK、TVK、東急CATV、FM横浜に特集番組として出演。朝日新聞・読売新聞・東京新聞に特集記事掲載
  - 8月 - The Japan Times（英字新聞）に特集記事掲載[34]
  - 9月 - "Teddy Bear Scene"に"Linford"が掲載[35]
- 2002年
  - 1月 - "Teddy Bear Scene"にミチ&ヒロ作"Magical Fairy Chuckle®"が掲載。月刊アサヒグラフパーソン1月号に"God's Hands Men - 手芸の男たち"と題した特集記事掲載[10]
  - 3月 - ヘラルド朝日（英字新聞）に特集記事掲載[2][11]
  - 8月 - 香港 "TEDDY BEAR KINGDOM 小熊國"にミチ&ヒロの作品 "Special Fairy Chuckle®"が永久展示
  - 10月 - 「世界のアーティスト切手」の日本代表としてミチ&ヒロの作品が切手になる。セントビンセント・グレナディーン 国発行
- 2003年
  - 4月 - 「はこだて 西波止場美術館 テディベアアート 高橋ミチ&ヒロの世界」を開館。テディベアアーティスト個人の美術館としては世界初[36]
  - 12月 -   主婦と生活社 "おしゃれ時間。"（美しい部屋別冊）誕生号に、"函館 テディベアアート 高橋ミチ＆ヒロの世界を訪ねて"と題した特集記事掲載[12]
- 2005年
  - 8月 - 8月19日ワシントンD.C.で「スマトラ沖地震津波災害支援義援金寄付オークション」開催。作品は$200.00で落札され全額を寄付[37]
- 2009年
  - 7月 - 第45回神奈川県美術展工芸部門に出展
- 2012年
  - 7月 - 第48回神奈川県美術展工芸部門に出展
- 2013年
  - 横浜「カフェギャラリー・リンデン」個展
- 2014年
  - 横浜港の見える丘公園「山手111番館」にて個展
  - 第70回横浜美術協会主催「ハマ展」入選
- 2015年
  - 第9回横浜芸術祭出展